# Sarvijärvi (sjö i Finland, Lappland, lat 65,98, long 25,33)
Sarvijärvi är en sjö i Finland. Den ligger i kommunen Simo i landskapet Lappland, i den norra delen av landet, 600 km norr om huvudstaden Helsingfors. Sarvijärvi ligger 115,2 meter över havet. Arean är 16 hektar och strandlinjen är 1,59 kilometer lång. Sjön  ingår i Simo älvs huvudavrinningsområde. 